# André Japy (architecte)
Pour les articles homonymes, voir André Japy.
André Japy, né le 12 février 1883 à Paris (17e arrondissement), et mort le 4 mars 1960 à Versailles, dans le département des Yvelines, est un architecte français.
De 1940 à 1954, il est architecte en chef du domaine national de Versailles et des Trianons. Son nom est attaché à la réhabilitation de l'Opéra royal.

## Biographie
Premier second grand prix de Rome d'architecture, André Japy commence sa carrière aux Bâtiments civils et palais nationaux en 1922 comme architecte ordinaire du domaine de Versailles. Il est ensuite nommé architecte en chef de Saint-Cloud et de la manufacture nationale de Sèvres (le 9 février 1931), du domaine de Rambouillet (le 1er mai 1933) puis de l'Observatoire de Meudon (le 1er janvier 1934),,.
André Japy développe parallèlement une activité de commandes privées et participe à divers concours d'architecture. En 1923, il emporte celui du monument aux morts de Montdidier dans la Somme (recensé depuis à l'Inventaire supplémentaire des monuments historiques).
Il retrouve Versailles en 1940 où il est nommé architecte en chef. Sa période d'activité correspond à la présence de Charles Mauricheau-Beaupré en tant que conservateur en chef. Tous deux passent les années de guerre à constater le délabrement progressif des bâtiments du domaine, les crédits alloués par Vichy ne permettant aucune opération de fond.
L'immédiat après-guerre est ainsi consacré, comme le souligne Pierre Ladoué, aux « travaux de restauration les plus urgents ». La première des opérations porte sur les toitures — en état de nécessité absolue — et consiste à mettre le château hors d'eau. Les infiltrations ont provoqué des dégâts considérables (le 6 mars 1942, le plafond de Coypel dans la salle des Gardes de la reine s'est effondré). Une vaste campagne de restauration des plafonds commence, qui s'achèvera en 1957, après la mort de Mauricheau-Beaupré (1953) et le départ de Japy (1974). La plupart de ces travaux sont lourds et d'ordre structurel : témoin, les planchers hauts de l'antichambre du Grand Couvert sont repris par des poutrelles d'acier en 1953.
En 1951, au magazine Time qui l'interroge sur son travail, André Japy décrit Versailles comme « un château de cartes » : « Si une partie commence à s'écrouler, tout le reste suit. Il n'est plus question de réparer par endroits, tout l'ensemble doit être restauré. » Outre ces travaux, assisté de ses futurs successeurs Marc Saltet et Jean-Louis Humbaire, Japy réaménage l'éclairage, le chauffage et l'aération du palais.
Hors Versailles, il a par ailleurs le temps d'édifier en 1946 l'actuel bâtiment de l'École nationale du génie rural à Paris.
Il a reçu la Francisque.

### La réhabilitation de l'Opéra royal
Opération fréquemment attachée au nom d'André Japy, la restauration de l'Opéra royal est menée de 1952 à 1957.
En 1952, cet édifice est dans un état de délabrement et de dénaturation avancé. Son occupation par le Sénat entre 1871 et 1879, après la guerre de 1870 et la Commune, lui a été funeste : les loges dans la salle n'existent plus, les locaux de scène et ateliers de théâtre ont disparu, un badigeon recouvre les dorures et le plafond a été percé pour l'installation d'une verrière. Celle-ci, fuyant de toutes parts, a provoqué le pourrissement et l'effondrement des charpentes, soutenues, depuis, par d'immenses échafaudages. En 1902, le Sénat restitue à Pierre de Nolhac une salle fantôme dont il semble impossible de pouvoir retrouver le lustre.
En 1947, le château de Versailles obtient de Gaston Monnerville, président du Conseil de la République, et du bureau du Sénat, un plan de cinq milliards de francs (de l'époque) sur cinq ans pour restaurer l'Opéra royal. Les travaux commencent en 1952 en s'appuyant sur les plans de Gabriel retrouvés aux archives. Les mémoires des commandes passées vers 1760 aux soyeux lyonnais, aux peintres et aux miroitiers, sont également utilisés. Dans un débarras, André Japy a la surprise de découvrir, soigneusement roulée, la toile peinte par Durameau pour le plafond. De même, les restaurateurs retrouvent les scènes de « bergeries » sous les badigeons et, dans des encoignures, des fragments du tissu d'origine.
Cette restauration menée par André Japy, « d'une ampleur considérable » souligne aujourd'hui l'Établissement public du domaine de Versailles, permet de retrouver la décoration initiale de la salle : faux-marbres sérancolin, porphyre, griotte, rétablissement des proportions de la loge royale, des panneaux d'arabesques de la loge de Marigny, etc. Elle ne peut cependant éviter, entre autres, la création d'un coupe-feu devant la scène et l'amputation de la machinerie du XVIIIe siècle pour l'installation de locaux techniques (irrégularités qui seront réparées lors d'une seconde restauration en 2009).
André Japy quitte son poste en 1954 mais son successeur, Marc Saltet, continue son travail. L'inauguration de la salle, rendue à son utilisation d'origine, a lieu le 9 avril 1957 lors d'une soirée de gala présidée par René Coty, président de la République, et en présence de la reine Élisabeth II. Les invités assistent à une représentation des Indes galantes de Jean-Philippe Rameau.

## Publications
- André Japy, L'Opéra royal de Versailles, Versailles, Comité National pour la Sauvegarde du Chateau de Versailles - Draeger, 1958, 126 p. et 16 hors-texte couleur, grand in-quarto.